# Melanepalpellus corpulentus
Melanepalpellus corpulentus là một loài ruồi trong họ Tachinidae.